# Премия имени А. А. Шахматова
Премия имени А. А. Шахматова — премия, присуждаемая с 1995 года Российской академией наук. Присуждается Отделением литературы и языка за выдающиеся работы в области источниковедения, текстологии, языкознания.

Премия названа в честь русского филолога и историка, основоположника исторического изучения русского языка, древнерусского летописания и литературы А. А. Шахматова.

## Лауреаты премии
- 1995 — доктор филологических наук Р. П. Дмитриева (ИРЛИ РАН) «за цикл работ „Текстологические труды в области изучения древнерусской литературы“»
- 1998 — член-корреспондент РАН Л. Д. Громова-Опульская (ИМЛИ РАН) — «за серию работ по текстологии русской классической литературы XIX века»
- 2003 — доктор филологических наук Г. А. Золотова, доктор филологических наук М. Ю. Сидорова (МГУ) и кандидат филологических наук Н. К. Онипенко (ИРЯ РАН) «за монографию „Коммуникативная грамматика русского языка“»
- 2006 — доктор филологических наук А. А. Алексеев (ИРЛИ РАН) «за монографию „Текстология славянской Библии“»
- 2009 — доктор филологических наук О. В. Творогов (ИРЛИ РАН) «за монографию „Летописец Еллинский и Римский“ (в двух томах)»
- 2012 — член-корреспондент РАН А. А. Пичхадзе (ИРЯ РАН) «за монографию „Переводческая деятельность в домонгольской Руси: лингвистический аспект“»
- 2015 — академик А. А. Зализняк (ИСл РАН) «за работу „Древнерусское ударение: общие сведения и словарь“»
- 2018 — доктор филологических наук В. Б. Крысько (ИРЯ РАН) «за монографию „Старославянский канон Кириллу Философу: Источники и реконструкция“»
- 2021 — доктор исторических наук Т. В. Гимон (ИВИ РАН) «за монографию „Историописание раннесредневековой Англии и Древней Руси: Сравнительное исследование“»